# Thaumatocypridoidea
Thaumatocypridoidea is een superfamilie van kreeftachtigen uit de klasse van de Ostracoda (mosselkreeftjes).

## Familie
- Thaumatocyprididae Müller, 1906